# スタジアムプロモーション
株式会社スタジアムプロモーションは、大阪府吹田市に拠点に置く芸能事務所。代表取締役は荒井八郎。1983年9月に設立。過去に大手音楽プロダクションのビーイングと業務提携していた。

## 概要
所在地
- 〒564-0051 大阪府吹田市豊津町30-29　M&Hビル（自社ビル）

業務内容
- モデル・タレントのプロモート

## 現在/過去の所属モデル・タレント
- 菅崎茜（過去に所属）
- 桐嵯梨（小林さり）
- 小瀬 黎奈
- 高野渚（過去に所属）